# Draeculacephala youngi
Draeculacephala youngi är en insektsart som beskrevs av Dietrich 1994. Draeculacephala youngi ingår i släktet Draeculacephala och familjen dvärgstritar. Inga underarter finns listade i Catalogue of Life.